# Яковенко Сергій Миколайович (військовик)
Сергі́й Микола́йович Якове́нко — підполковник Збройних сил України, учасник російсько-української війни.
Командир підрозділу зв'язку, 94-й центр забезпечення пальним. У зоні бойових дій з літа 2014 року, брав участь у боях за Дебальцеве.

## Нагороди
за особисту мужність і героїзм, виявлені у захисті державного суверенітету та територіальної цілісності України, вірність військовій присязі під час російсько-української війни, відзначений — нагороджений
- 27 червня 2015 року підполковник Сергій Яковенко нагороджений — орденом Богдана Хмельницького III ступеня